# Сенсорний перемикач
Сенсорний перемикач (рос. сенсорный переключатель, sensory switch, Sensorschalter m – пристрій на основі напівпровідникових, оптоелектронних та ін. елементів, який спрацьовує при торканні пальцем спеціальної чутливої (сенсорної) поверхні. Дія найпростішого С.п. базується на здатності людської шкіри проводити ел. струм. Застосовують С.п. у приладах вводу інформації, в електронній та ін. апаратурі.